# Pirajuí (kommun)
Pirajuí är en kommun i Brasilien.   Den ligger i delstaten São Paulo, i den södra delen av landet, 700 km söder om huvudstaden Brasília. Antalet invånare är 22 724.
Följande samhällen finns i Pirajuí:
- Pirajuí

Omgivningarna runt Pirajuí är huvudsakligen savann. Runt Pirajuí är det ganska glesbefolkat, med 23 invånare per kvadratkilometer.